# 玫瑰毛兰
玫瑰毛兰（学名：[Eria rosea] 错误：{{Lang}}：文本有斜体标记（帮助））为兰科毛兰属下的一个种。